# Turrialba (vulkan)
Turrialba är en aktiv stratovulkan som ligger i kantonen Turrialba i provinsen Cartago i Costa Rica. Den är 3 329 meter hög och har tre kratrar.
Det sista stora utbrottet ägde rum 1866. I januari 2001 ökade aktiviteten på nytt, och i januari 2010 spydde den ut aska, vilket ledde till att de två småstäderna La Central och El Retiro måste evakueras.

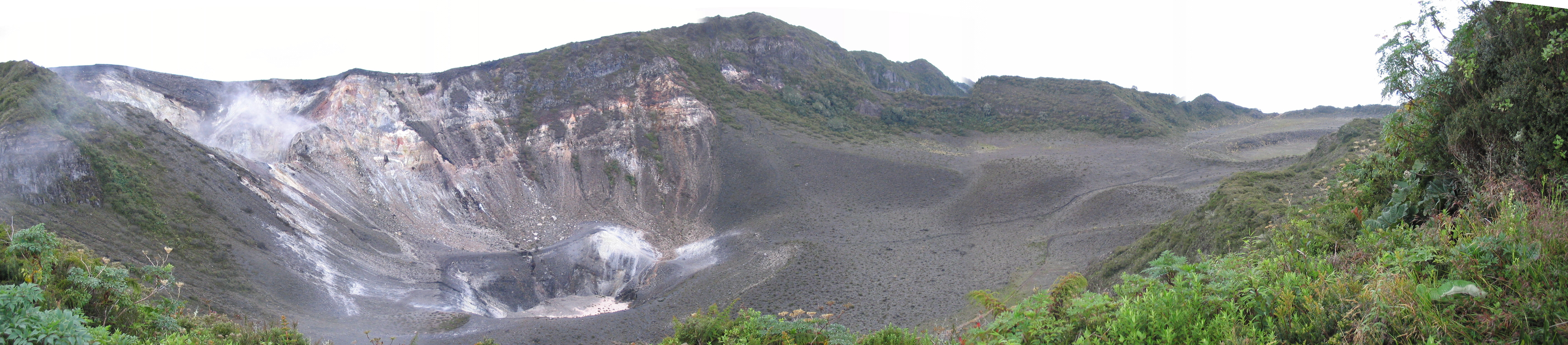
Turrialbas tre kratrar, med den yngsta och mest aktiva till vänster